# Bredbladig liguster
Bredbladig liguster (Ligustrum ovalifolium) är en liten buske i familjen syrenväxter från Japan. Den odlas som trädgårdsväxt i Sverige, framför allt som häckväxt.